# Rafael Bombelli

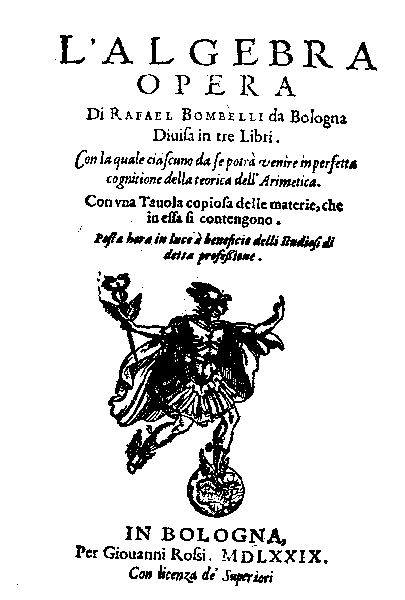
Voorpagina van het boek "Algebra" van Rafael Bombelli

Rafael Bombelli (januari 1526 — 1572) was een Italiaanse wiskundige, die bekend is geworden door de introductie van complexe getallen. 

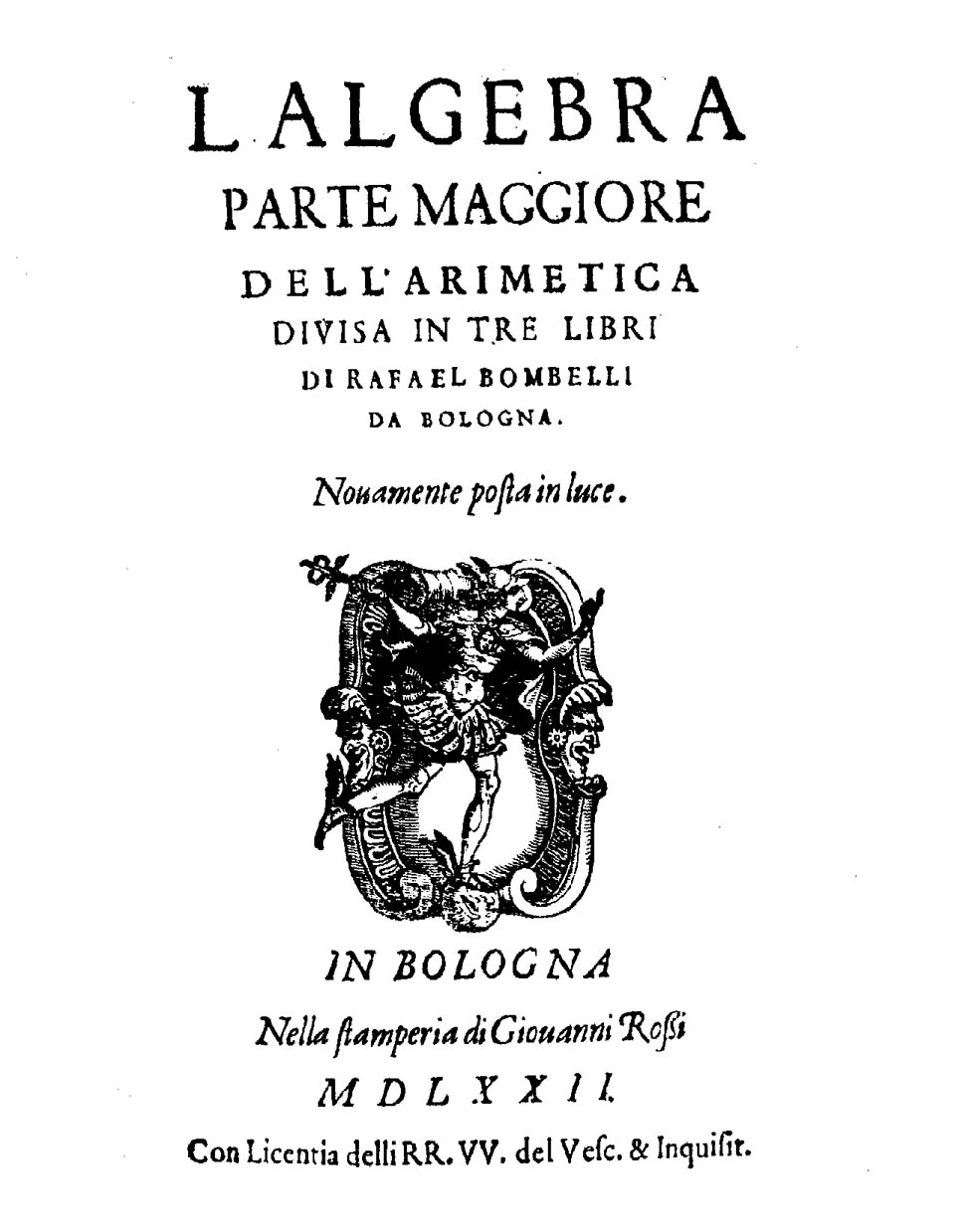
Algebra, 1572

Bombelli werd geboren in Bologna als de oudste van de zes zonen van een wolhandelaar Antonio Mazzioli en Diamante Scudieri. Hij volgde geen universitaire opleiding, maar kreeg les van Pier Francesco Clementi, een ingenieur/architect. Deze Pier Francesco Clementi werkte vanaf 1548 voor het Pausdom aan het droogleggen van de moerassen aan de Topino bij Foligno. Waarschijnlijk was Bombelli hierbij betrokken maar zeker is dit niet.
Gedurende het grootste deel van zijn werkzame leven werkte Bombelli voor de Romeinse edelman Alessandro Ruffini, die later bisschop van Melfi werd. Zo heeft hij gewerkt aan de drooglegging van de moerassen in de Toscaanse streek Val di Chiana. Dit project was tussen 1555 en 1560 voor enige tijd stopgezet. Tijdens het wachten op het hervatten van het project (1557–1560) besloot Bombelli een wiskundeboek te schrijven, omdat hij vond dat veel van de meningsverschillen tussen de toenmalige wiskundigen kwamen door het gebrek aan diepgaande kennis. Alleen Girolamo Cardano had volgens Bombelli de zaak grondig bestudeerd, maar zijn publicatie was niet leesbaar zonder diepgaande kennis van de wiskunde. Bombelli's doel was een boek te schrijven dat voldoende simpel was en alle kennis bundelde. 
Bombelli was geregeld in Rome, waar hij onder andere Paus Pius IV adviseerde op de voorgestelde drooglegging van de Pontijnse moerassen. Tijdens een van zijn bezoeken aan Rome ontmoette hij Antonio Maria Pazzi en begon met hem te werken aan het net ontdekte manuscript Arithmetica van Diophantus.
Bombelli overleed in 1572, waarschijnlijk in Rome. In datzelfde jaar, voor zijn dood, publiceerde hij de eerste drie delen van 'Algebra', waarin hij de complexe getallen introduceerde. De overige twee delen, meer gericht op geometrie, werden ontdekt in 1923 en voor het eerst gepubliceerd in 1929.